# Tillet (rivière)
Pour les articles homonymes, voir Tillet.
Le Tillet est un ruisseau qui se situe en France dans le département de la Savoie et qui a son embouchure sur la rive est du lac du Bourget, donc un sous-affluent du Rhône.

## Géographie
La longueur de son cours d'eau est de 12,8 km.
Il se trouve au pied du massif des Bauges. Pour l'Institut national de l'information géographique et forestière, il s'appelle aussi dans sa partie haute l'Eau Blanche. Sa source est alors à côté du roc Mandrin (441 m) à l'altitude 400 mètres.
Il rejoint le lac du Bourget, à l'altitude 231,5 mètres, à côté du quartier Cornin, de la station hydro-biologique, l'aquarium du Petit Port.
À Aix-les-Bains, une partie du Tillet fait partie, entre autres, de nombreuses pièces d'eau présentes sur le terrain du golf d'Aix-les-Bains, ensuite il longe le boulevard Lepic sans être visible car son cours s'écoule dans une canalisation enterrée. L'un des giratoires de ce boulevard a été aménagé d'un décor rappelant la présence du Tillet.
Le bassin versant du Tillet recouvre une superficie de 49,5 km2.

## Communes et cantons traversés
Dans le seul département de la Savoie, il traverse six communes et trois cantons :
- Chambéry, Sonnaz (communes sources), Méry, Viviers-du-Lac, Drumettaz-Clarafond, Aix-les-Bains (confluence).

Soit en termes de cantons, le Tillet prend source dans la canton de Chambéry-1, traverse le canton de La Motte-Servolex et le canton d'Aix-les-Bains-2 puis conflue dans le canton d'Aix-les-Bains-1, le tout dans l'arrondissement de Chambéry.

## Affluent
Le Tillet a un seul affluent contributeur référencé:
- le canal petit du Tillet (rg) 2,9 km, sur les deux communes de Sonnaz et Viviers-du-Lac.

Pourtant Géoportail signale :
- le ruisseau d'Eau Blanche (rg) sur la commune de Sonnaz.
- le Nant du Bonnet (rd) sur les communes de Méry et de Viviers-du-Lac, avec un affluent :
  - le Nant de Serargues (rg) sur les trois communes de Viviers-du-Lac, Drumettaz-Clarafond et Méry.
- le Nant de Drumettaz (rd) traversant le village de Drumettaz avec un affluent droit.

Le rang de Strahler est donc de trois.

### Hydrographie
Au mois de décembre 2006, l'hydrographie du Tillet est la suivante :
- Débit moyen minimal sur trois jours consécutifs (VCN3) : 0,115 m3/s
- Situation : sèche
- Période de retour : 5 à 10 ans

## Histoire
Le comté de Genève s'étendait du Tillet jusqu'au château de Troches à Douvaine. Puis en 1401, le Tillet ne fut plus une frontière. Amédée VIII de Savoie acquit le comté de Genevois pour 45 000 livres d'or. À la fin du XIXe siècle, toujours à Aix-les-Bains, l'actuel Petit Port a été aménagé  sur le débouché de la rivière du Tillet. Cet aménagement accompagne l'essor touristique du bassin aixois. Ce port permit de recevoir les barques de pêcheurs et de promeneurs.